# Шанжи (Саона и Лоара)
Шанжи (фр. Changy) насеље је и општина у источном делу централне Француске у региону Бургоња, у департману Саона и Лоара која припада префектури Шарол.
По подацима из 2011. године у општини је живело 444 становника, а густина насељености је износила 22,07 становника/km². Општина се простире на површини од 20,12 km². Налази се на средњој надморској висини од 350 метара (максималној 386 m, а минималној 269 m).

## Демографија
| 1962. | 1968. | 1975. | 1982. | 1990. | 1999. | 2011. |
| ----- | ----- | ----- | ----- | ----- | ----- | ----- |
| 368   | 393   | 385   | 385   | 389   | 410   | 444   |

График промене броја становника у току последњих година